# From Dreams or Angels
Albums de Abney Park
Cemetery Number 1 Twisted & Broken
From Dreams or Angels est le deuxième album du groupe Abney Park.

## Titres
1. "The Root Of All Evil"
2. "Tiny Monster"
3. "Holy War"
4. "Kine"
5. "Breathe"
6. "Hush"
7. "Thorns & Brambles"
8. "Child King"
9. "The Box"
10. "Twisted & Broken"
11. "Breathe (acoustic)"

## Membres
- Robert Brown - Chant
- Kristina Erickson - Clavier
- Josh Goering - Guitare
- Rob Hazelton - Deuxième Guitare
- Robert Gardunia - Basse
- Madame Archel - Flute et Choriste